# 城北乡 (龙泉市)
城北乡，是中华人民共和国浙江省丽水市龙泉市下辖的一个乡镇级行政单位。

## 行政区划
城北乡下辖以下地区：
方西村、季岱村、黄庄桥村、李后村、盛山后村、吴岱村、鹤溪村、麻垟村、河坑塘村、河里村、刘山头村、皂口村、外双溪村、内双溪村、大书村、小书村、兰田村、仓汤村、溪下村、陂川村、东书村、西溪村、上垟村、万坑村、库武村、小岩村、村头沈村、大贵溪村、外埲村、垟坞村、源头村、南溪村、鹤场村、金埠村和黄裔村。

## 中国传统村落
上田村获评“中国传统村落”。